# イザベル・デ・オルレアンス・イ・ブラガンサ
イザベル・デ・オルレアンス・イ・ブラガンサ（Isabel de Orléans e Bragança e Dobrzensky de Dobrzenicz, 1911年8月13日 - 2003年7月5日）は、ブラジル皇子およびグラン・パラ公ペドロ・デ・アルカンタラの娘で、フランスのオルレアニスト王位請求者パリ伯アンリの妻。ポルトガル語全名はイザベル・マリア・アメリア・ルイザ・ヴィトリア･テレザ・ジョアナ・ミゲラ・ガブリエラ・ハファエラ・ゴンザーガ（Isabel Maria Amélia Luísa Vitória Teresa Joana Miguela Gabriela Rafaela Gonzaga de Orléans e Bragança e Dobrzensky de Dobrzenicz）。フランス語名はイザベル・ドルレアン・エ・ブラガンス（Isabelle d'Orléans et Bragance）。フランスでは一般に「マダム（Madame）」と呼ばれた。

## 生涯

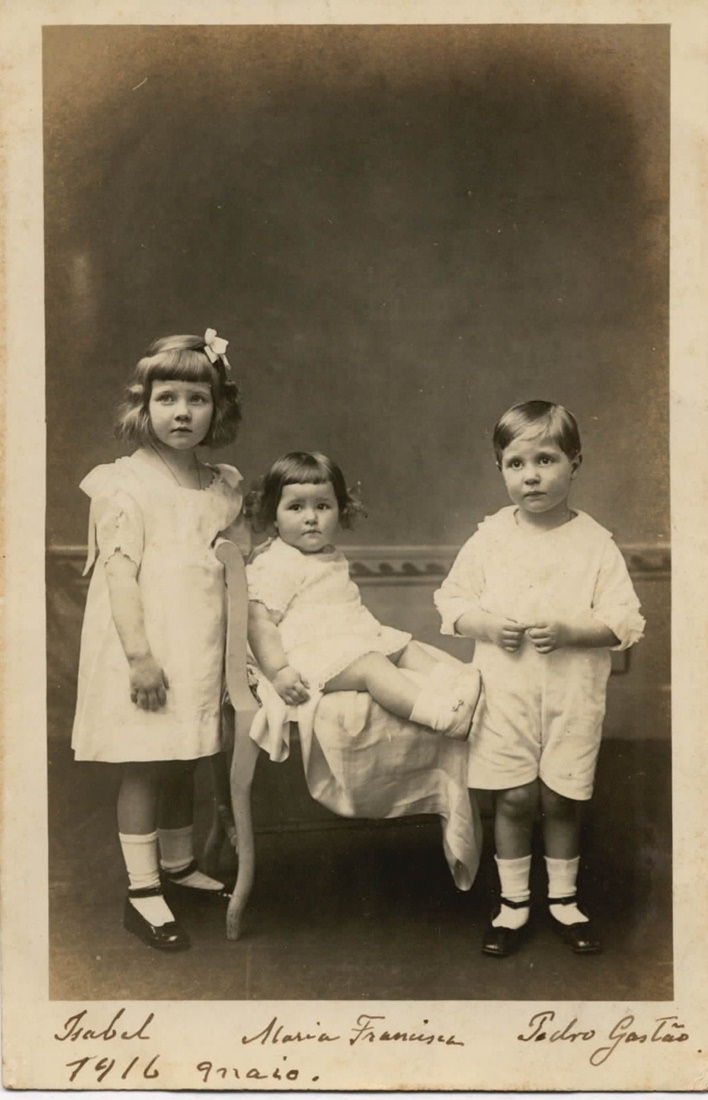
幼い頃のイザベルと妹マリア･フランシスカ、弟ペドロ･ガスタン

ペドロ・デ・アルカンタラ皇子とその妻でボヘミア貴族の娘アルジュベータ・ドブジェンスカーの間の第1子、長女として生まれた。父はブラジル皇帝ペドロ2世の長女で帝位継承者のイザベル皇女の長男で、いずれはブラジル皇帝家の家長となることが決まっていたが、王族出身でない母との結婚により1908年にブラジル帝位継承権を放棄した。しかし1940年にイザベルの弟ペドロ・ガスタンがブラジル帝位請求者となることを宣言している。父はブラジル皇族としての身分・権利を放棄したわけではなかったので、イザベルとその弟妹は名目上のブラジル皇女（皇子）の称号と「皇帝家および王家の殿下（Sua Alteza Imperial e Real）」の敬称を名乗った。
1931年4月8日、シチリア島のパレルモにおいて、遠縁にあたるオルレアン家のアンリ王子と結婚した。フランスの第3共和国政府は旧王族による王政復古の動きを危険視して、オルレアン家の人間のフランス入国を禁止していたため、イザベルの家族が宮殿を所有するパレルモで結婚式が執り行われたのだった。夫のアンリは1940年にオルレアン家の家長となった。

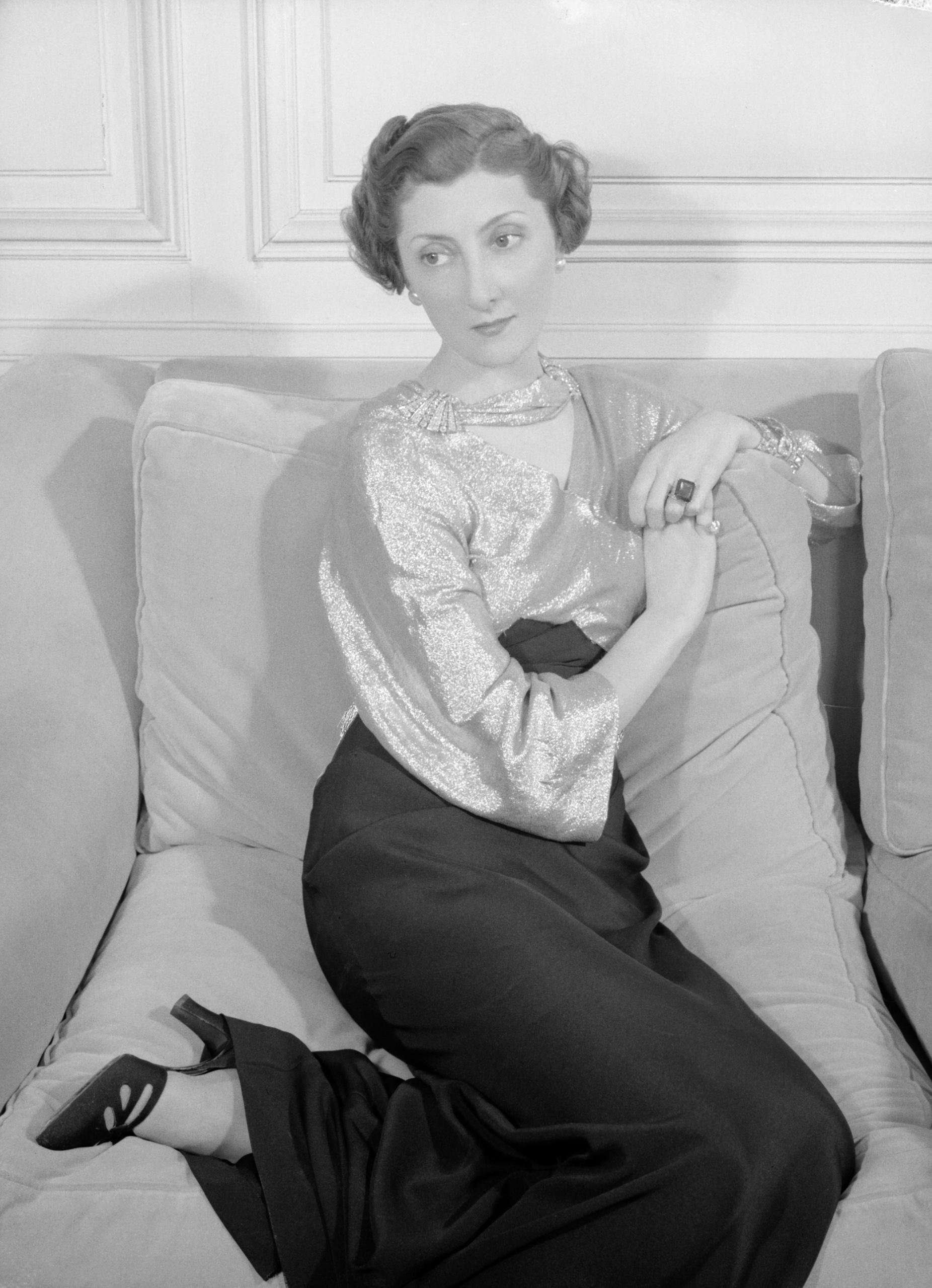
1936年、イザベル

## 子女
イザベルはアンリとの間に11人の子供をもうけた。
- イザベル・マリー・ローラ・ヴィクトワール（1932年 - ） - 1964年、シェーンボルン＝ブヒハイム伯爵フリードリヒ・カールと結婚
- アンリ・フィリップ・ピエール・マリー（1933年 - 2019年） - オルレアン家家長、パリ伯およびフランス公
- エレーヌ・アストリッド・レオポルディーヌ・マリー（1934年 - ） - 1957年、リンブール＝スティルム伯爵エヴラールと結婚
- フランソワ・ガストン・ミシェル・マリー（1935年 - 1960年）
- アンヌ・マルグリット・ブリジッタ・マリー（1938年 - ） - 1965年、カラブリア公（カラブリア系両シチリア王家家長）カルロスと結婚
- ディアーヌ・フランソワーズ・マリア・ダ・グロリア（1940年 - ） - 1960年、ヴュルテンベルク公（ヴュルテンベルク王家家長）カールと結婚
- ミシェル・ジョゼフ・ベノワ・マリー（1941年 - ） - エヴルー伯、ジャックの双子の兄
- ジャック・ジャン・ヤロスロー・マリー（1941年 - ） - オルレアン公、ミシェルの双子の弟
- クロード・マリー・アニェス・カトリーヌ（1943年 - ） - 1964年、アオスタ公（アオスタ系イタリア王家家長）アメデーオと結婚
- ジャンヌ・ド・シャンタル・アリス・クロディルド・マリー（1946年 - ） - 1972年、フランソワ・グザヴィエ・ド・サンビュシー・ド・ソルグ男爵と結婚
- チボー・ルイ・ドニ・ウンベール・マリー（1948年 - 1983年） - ラ・マルシュ伯